# 前江

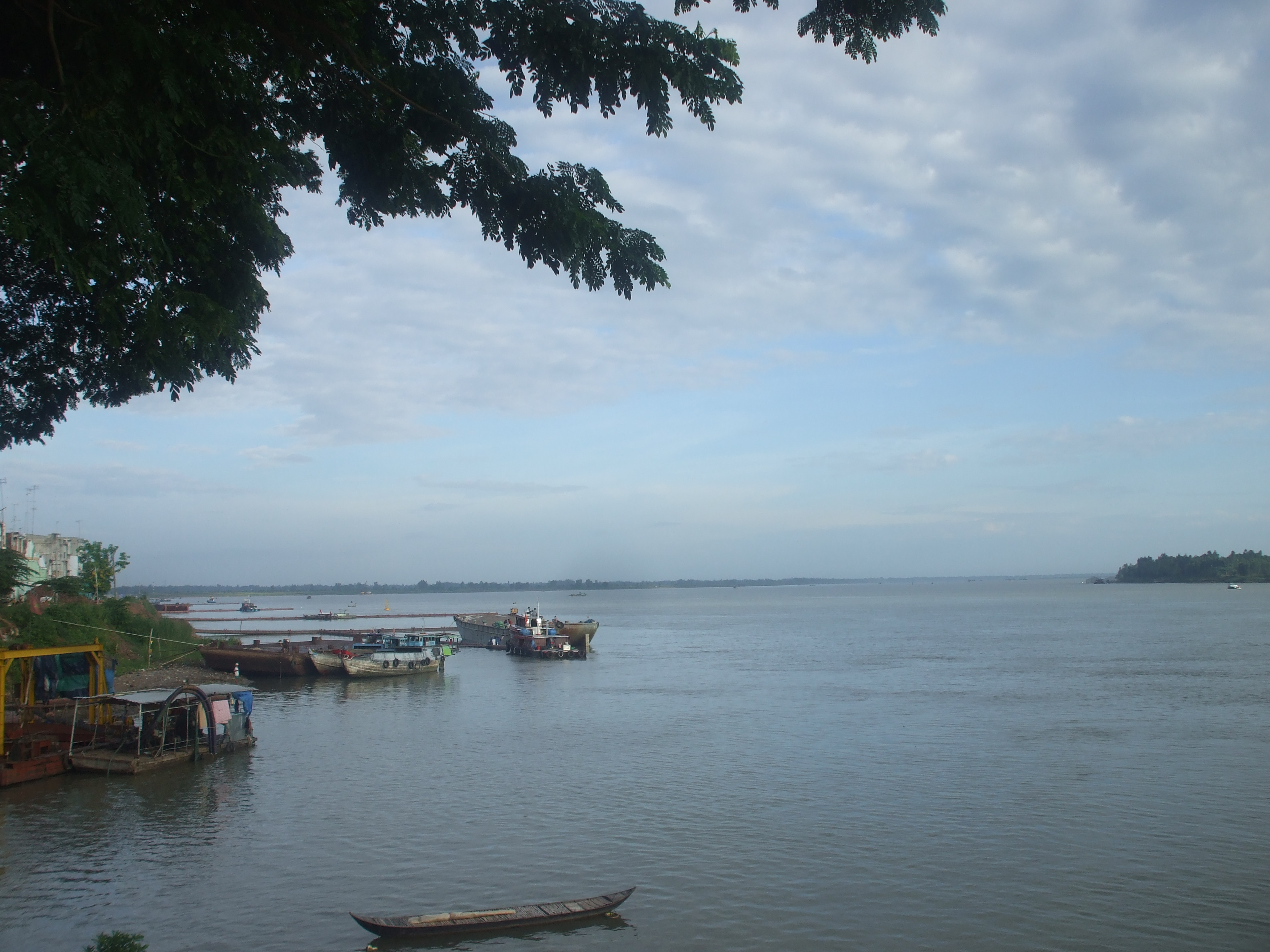
在新洲市社拍摄的前江

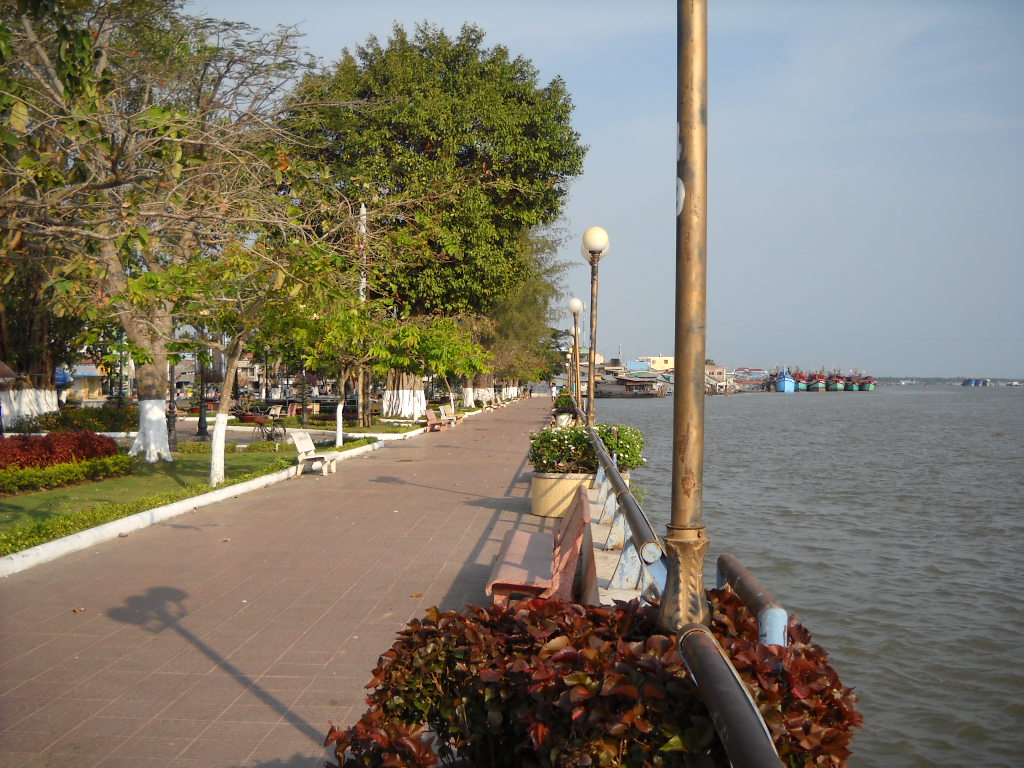
美湫市的前江

前江（越南语：／、越南语：／）位于越南境内，是湄公河流域最北端的分支。而在越南境内，前江的支流又包括美湫江、巴莱江、含龍江和古羶江。